# RD-0243
O RD-0243 é um módulo de propulsão composto de um motor principal RD-0244 e um motor de empuxo vetorial RD-0245. Ambos são alimentados com N2O4 e UDMH. Sendo que o RD-0244 usa um ciclo de combustão em estágios, enquanto o RD-0245 usa o ciclo de geração de gás, mais simples. Como o volume é um luxo em lançamentos submarinos, esse módulo é submerso no tanque de combustível. Ele foi desenvolvido entre 1977 e 1985, tendo sido lançado pela primeira vez em 27 de dezembro de 1981. Originalmente desenvolvido para o RSM-54, ele foi usado mais tarde no  Shtil'.
Enquanto o RD-0243, tinha um empuxo de 682 kN, Isp de 280 s, Pressão na câmara de 27,5 MPa e tempo de queima de 74 s, o RD-0245, tinha um empuxo de 211 kN, Isp de 280 s, Pressão na câmara de 14,7 MPa e tempo de queima de 79 s.